# 谢尔河畔沙特尔
谢尔河畔沙特尔（法語：Châtres-sur-Cher，法語發音：[ʃatʁ syʁ ʃɛʁ]）是法国卢瓦-谢尔省的一个市镇，位于该省东南部，属于罗莫朗坦-朗特奈区。

## 地理
谢尔河畔沙特尔（47°15'54"N, 1°54'22"E）面积35.33 平方千米，位于法国中央-卢瓦尔河谷大区卢瓦-谢尔省，该省份为法国中北部省份，北起厄尔-卢瓦省，东北接卢瓦雷省，东南接谢尔省，南至安德尔省，西南接安德尔-卢瓦尔省，西北接萨尔特省。
与谢尔河畔沙特尔接壤的市镇（或旧市镇、城区）包括：泰尼乌、安博堡、谢尔河畔朗贡、马赖、谢尔河畔梅讷图、塞勒圣但尼、泰耶。

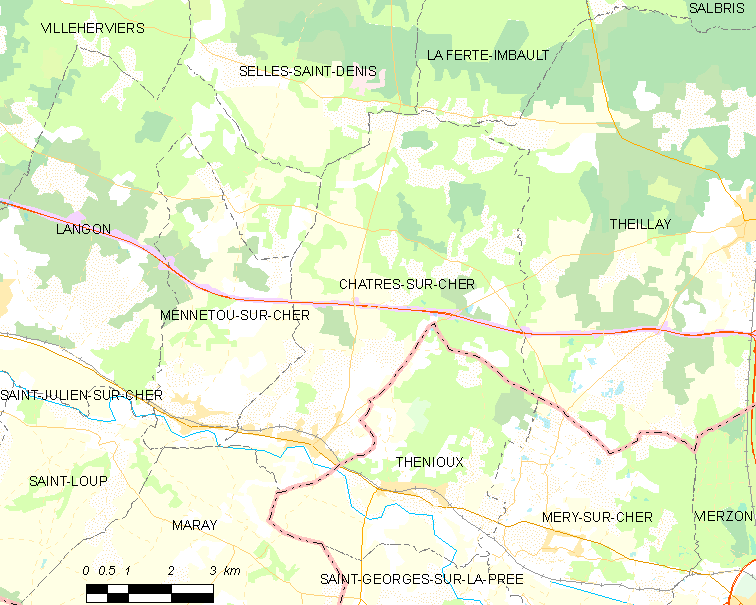
谢尔河畔沙特尔的OSM定位图

谢尔河畔沙特尔的时区为UTC+01:00、UTC+02:00（夏令时）。

## 行政
谢尔河畔沙特尔的邮政编码为41320，INSEE市镇编码为41044。

## 政治
谢尔河畔沙特尔所属的省级选区为谢尔河畔塞勒县。

## 人口

1962-2008年间谢尔河畔沙特尔人口变化图示

谢尔河畔沙特尔于2022年1月1日时的人口数量为1134人。